# Bossiaea buxifolia
Bossiaea buxifolia är en ärtväxtart som beskrevs av Allan Cunningham. Bossiaea buxifolia ingår i släktet Bossiaea och familjen ärtväxter. Inga underarter finns listade i Catalogue of Life.

## Bildgalleri

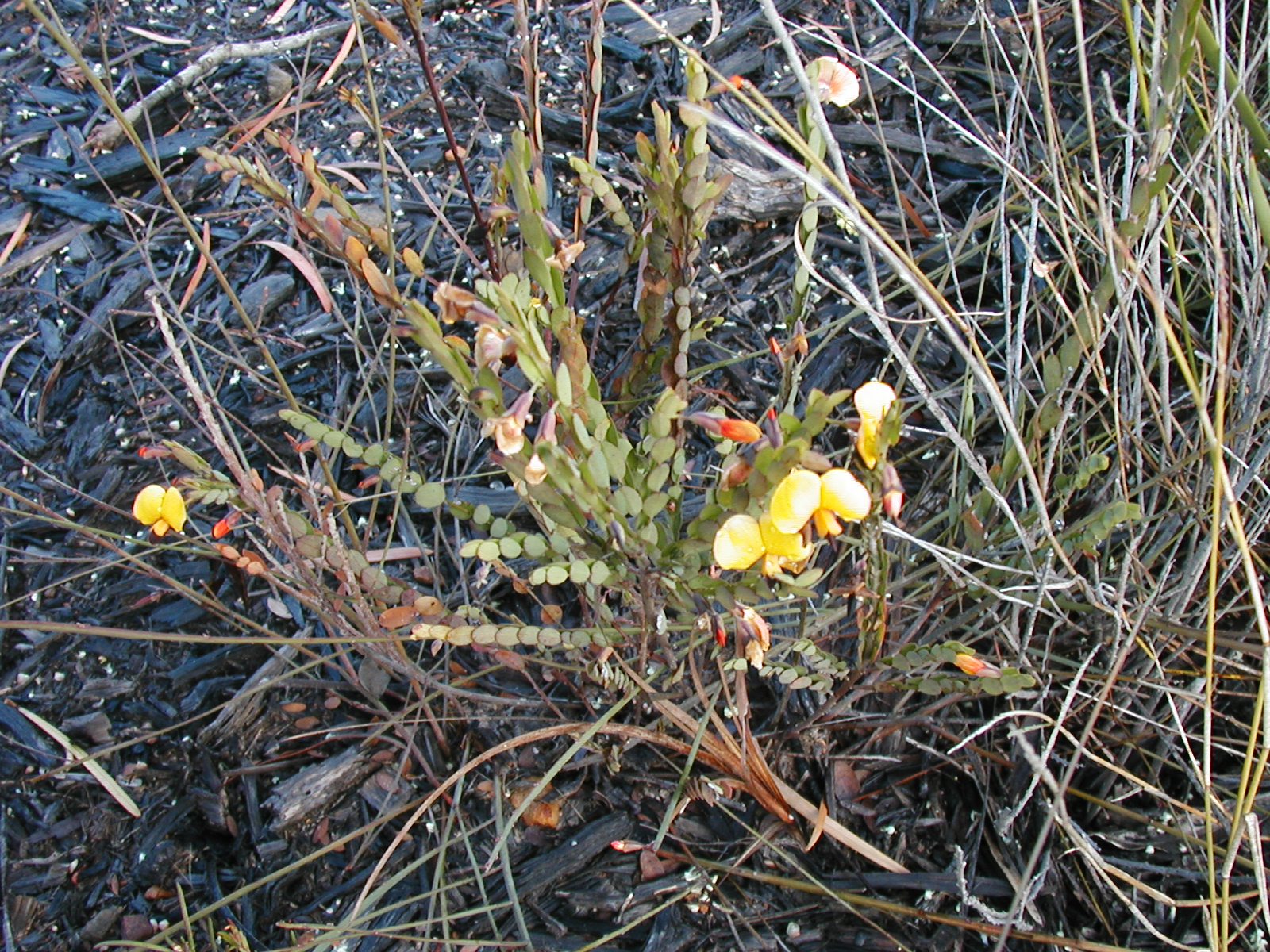